# Edward Loomis Davenport
Edward Loomis Davenport (1816 - 1 september 1877) was een Amerikaans acteur.

## Levensloop en carrière
Davenport werd geboren in 1816. Zijn eerste acteerervaring deed hij op aan de zijde van Junius Brutus Booth. Later vertrok hij naar Engeland, waar hij onder meer aan de zijde van Anna Cora Mowatt en William Charles Macready acteerde. In 1854 verhuisde hij opnieuw naar de Verenigde Staten. Hij speelde onder meer in de theaterstuk Oliver Twist. 
Davenport was in 1849 gehuwd met de Engelse actrice Fanny Vining. Ze kregen acht kinderen, van wie er enkelen ook acteur werden, zoals Harry Davenport en Fanny Davenport. Hij was de grootvader van Dorothy Davenport. In 1877 overleed Davenport op 60-jarige leeftijd.
- Library of Congress Control Number: no91028113
- Nationale Bibliotheek van Israël: 987007422155305171
- SNAC: w6gm8k0f
- Virtual International Authority File: 29097828
- WorldCat: E39PBJwHdMXwpKJdQ8YG36qYT3